# Hit 40
FM Hit (posteriormente conocida como Hit 40) fue una estación radial chilena ubicada en el 101.7 MHz del dial FM en Santiago de Chile, dirigida a jóvenes y adolescentes de 15 a 24 años de edad, de nivel socioeconómico ABC1, C2 y C3.
FM Hit inició sus transmisiones el 20 de octubre de 1999, luego del fin de la primera etapa de Radio Concierto, de la cual heredó varias de sus frecuencias, además de otras que se le fueron sumando con el paso del tiempo. En Santiago en la 101.7 MHz, en las regiones de Arica en la 98.5 MHz, Iquique en la 99.1 MHz, Antofagasta en la 97.1 MHz, La Serena y Coquimbo en la 105.7 MHz, Viña del Mar y Valparaíso en la 94.1 MHz, Concepción y Talcahuano en la 92.5 MHz, Temuco en la 92.9 MHz, Pucón y Villarrica en la 92.9 MHz, Valdivia en la 99.3 MHz, Osorno en la 98.7 MHz, Puerto Montt en la 106.3 MHz y Punta Arenas en la 94.7 MHz
Algunos de los programas que se emitieron fueron La ducha teléfono, El Show del Huevo la lleva, Hot Dos, Voto Latino, Pole Position, Titanes del Hit, Hitsteria Colectiva, El museo de Cera, Entre socho y socho y media (Especial musical de 30 minutos emitido de lunes a sábado después de Circo Hit), Rayos y centellas, Disco Inferno, Marea Hit, Los MP Hits, Resident Hit y Circo Hit (este último pasó a emitirse en Corazón FM tras el fin de la radio).
Luego de la adquisición de Ibero American Radio Chile por parte del grupo español Prisa (dueños de CRC), se optó por fusionar FM Hit con Los 40 Principales para así formar una sola radio: Hit 40, la que conservaba la estructura, programación y el personal de FM Hit, pero que contaba con el respaldo en producción y contenidos de la cadena de Los 40 Principales.
Sus transmisiones bajo la nueva marca comenzaron el 8 de febrero de 2008, se ubicó en el tercer lugar general de audiencia en Santiago según la encuesta Ipsos, y en primer lugar en las preferencias juveniles.
Finalizó sus transmisiones el 8 de marzo de 2009 dándole el nombre nuevamente a Los 40 Principales como parte final de la fusión radial.

## Antiguas frecuencias
FM Hit
- 101.7 MHz (Santiago); hoy Los 40.
- 98.5 MHz (Arica); hoy Los 40.
- 99.1 MHz (Iquique); hoy Digital FM, sin relación con IARC.
- 97.1 MHz (Antofagasta); hoy Digital FM, sin relación con IARC.
- 105.7 MHz (La Serena/Coquimbo); hoy Los 40.
- 94.1 MHz (Gran Valparaíso); hoy ADN Radio Chile.
- 100.9 MHz (San Antonio); hoy FM Dos.
- 104.5 MHz (Talca); hoy Corazón FM.
- 92.5 MHz (Gran Concepción); hoy Los 40.
- 92.9 MHz (Temuco); hoy Los 40.
- 100.5 MHz (Villarrica); hoy Radio Beethoven, sin relación con IARC
- 99.3 MHz (Valdivia); hoy Los 40.
- 97.1 MHz (Osorno); hoy FM Dos y 98.7 MHz; hoy Radio Armonía, sin relación con IARC.
- 106.3 MHz (Puerto Montt); hoy Radio Sur FM en Puerto Varas y Lago Llanquihue, sin relación con IARC.
- 96.5 MHz (Coyhaique); hoy Corazón FM.
- 94.7 MHz (Punta Arenas); hoy Los 40.

Hit 40
- 98.5 MHz (Arica); hoy Los 40.
- 89.7 MHz (Iquique); hoy Los 40.
- 103.5 MHz (Calama); hoy Corazón FM.
- 97.1 MHz (Antofagasta); hoy Digital FM, sin relación con IARC.
- 97.7 MHz (Copiapó); hoy Inicia Radio, sin relación con IARC.
- 105.7 MHz (La Serena/Coquimbo); hoy Los 40.
- 104.1 MHz (Ovalle); hoy FM Dos en el 104.3 MHz.
- 90.9 MHz (Tongoy); hoy Radio Valparaíso, sin relación con IARC.
- 107.1 MHz (Gran Valparaíso); disponible solo para radios comunitarias.
- 99.1 MHz (Los Andes/San Felipe); hoy Radio Armonía, sin relación con IARC.
- 100.9 MHz (San Antonio); hoy FM Dos.
- 88.3 MHz (Isla de Pascua); hoy ADN Radio Chile.
- 100.7 MHz (Rancagua); hoy Los 40.
- 102.9 MHz (Talca); hoy Radio Armonía, sin relación con IARC.
- 95.1 MHz (Cauquenes); hoy Los 40.
- 88.5 MHz (Parral); hoy Radio Temporera, sin relación con IARC.
- 89.1 MHz (Chillán); hoy Radio Corporación, sin relación con IARC.
- 94.5 MHz (Los Ángeles); hoy Radio Armonía, sin relación con IARC.
- 92.5 MHz (Gran Concepción); hoy Los 40.
- 92.9 MHz (Temuco); hoy Los 40.
- 89.1 MHz (Villarrica/Pucón), hoy FM Dos.
- 99.3 MHz (Valdivia); hoy Los 40.
- 97.1 MHz (Osorno); hoy FM Dos.
- 102.5 MHz (Puerto Montt); hoy Los 40.
- 96.5 MHz (Coyhaique); hoy Corazón FM.
- 94.7 MHz (Punta Arenas); hoy Los 40.

En marzo de 2009 Hit 40 cambió de nombre a Los 40 principales, manteniendo la mayoría de las frecuencias de Hit 40.